# Джоакім Ноа
Джоакім Саймон Ноа (фр. Joakim Simon Noah, нар. 25 лютого 1985, Нью-Йорк, США) — французький професійний баскетболіст, важкий форвард і центровий, який виступав за декілька команд НБА. Найкращий захисний гравець НБА 2014 року.

## Ігрова кар'єра

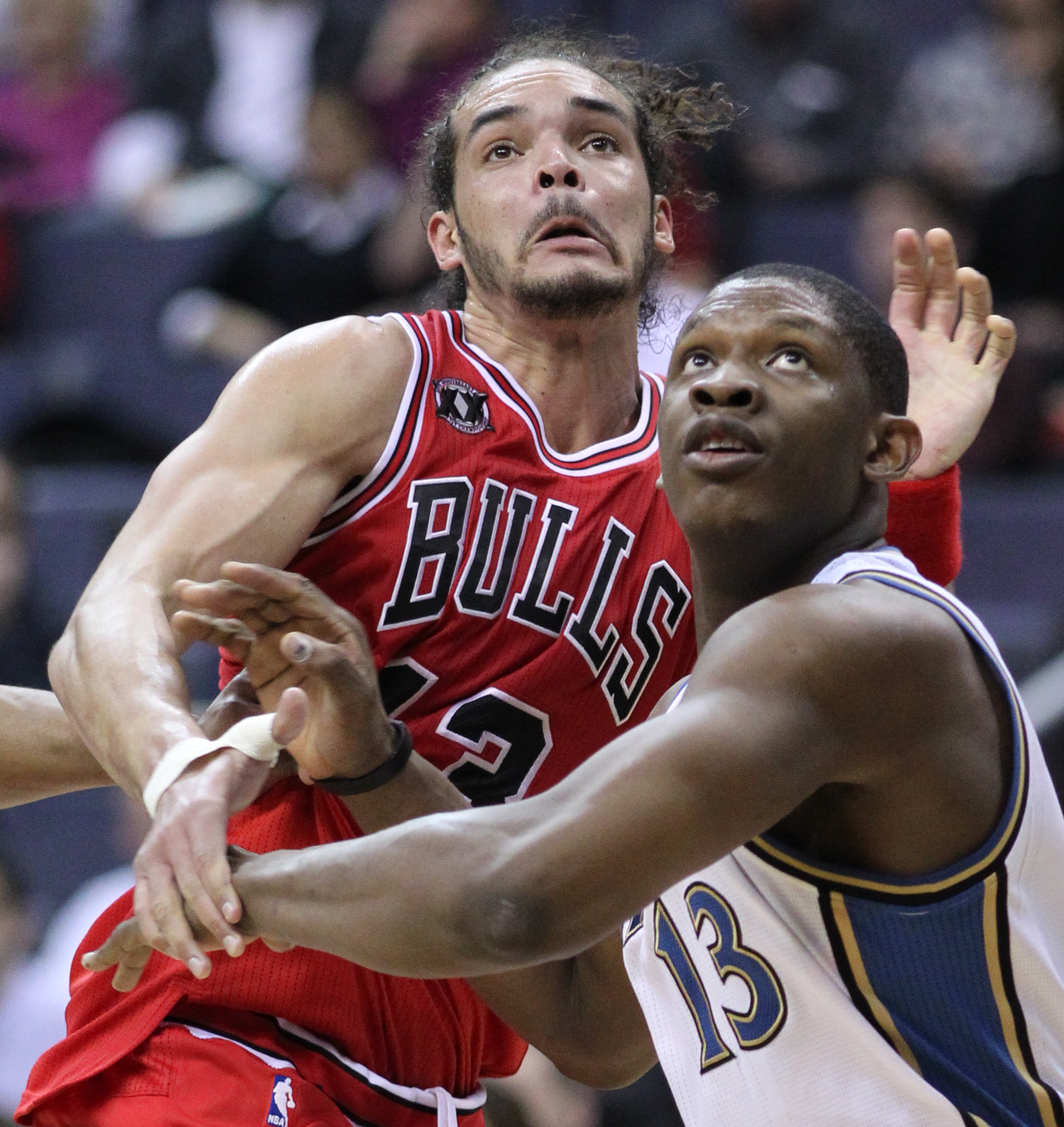
Ноа бореться за позицію з Кевіном Серафеном, лютий 2011

На університетському рівні грав за команду Флорида (2004–2007). Двічі ставав чемпіоном NCAA в 2006 та 2007 році. 2006 року був визнаним Найкращим гравцем Фіналу чотирьох, а 2007 включався до другої збірної NCAA.
2007 року був обраний у першому раунді драфту НБА під загальним 9-м номером командою «Чикаго Буллз». Професійну кар'єру розпочав 2007 року виступами за тих же «Чикаго Буллз», захищав кольори команди з Чикаго протягом наступних 9 сезонів. В дебютному сезоні йому з командою вдалось пробитися до плей-оф, де «Чикаго» програло «Бостон Селтікс» в першому раунді. Наступного року, «Буллз» знову дійшли до плей-оф, проте цього разу в першому раунді програли «Клівленду».
22 лютого 2012 року записав до свого активу перший у кар'єрі трипл-дабл, набравши 13 очок, 13 підбирань та 10 асистів у матчі проти «Мілвокі Бакс». Це був перший трипл-дабл центрового «Чикаго» з часів Артіса Гілмора 1977 року.
7 грудня 2012 року провів найрезультативніший матч у кар'єрі, набравши 30 очок та 23 підбирання у переможній грі проти «Детройта». Взимку 2013 року було оголошено, що Ноа стане учасником Матчу всіх зірок НБА. Він став першим центровим «Чикаго» після Артіса Гілмора 1982 року, якому вдалось потрапити на зірковий вікенд.
2014 року вдруге взяв участь у Матчі всіх зірок НБА. 2 березня в матчі проти «Нью-Йорк Нікс» відзначився черговим трипл-даблом, набравши 13 очок, 12 підбирань та 14 результативних передач. 14 асистів Ноа стали рекордом в історії центрових клубу та найбільшою для центрового кількістю в НБА з 1986 року. 21 квітня отримав нагороду Найкращому захисному гравцю НБА. В червні був включений до Першої збірної зірок НБА.
8 липня 2016 року перейшов до складу «Нью-Йорк Нікс», підписавши чотирирічний контракт на суму 72 мільйони доларів. Неоднозначний контракт, який згодом був розцінений як «катастрофічний» та «найгірший трансфер в історії Нью-Йорка». У своєму першому сезоні в складі «Нікс» Ноа відіграв половину матчів, пропустивши багато часу через травми та порушення анти-допінгової програми НБА. Наступного року посварився з головним тренером Джеффом Горнасеком, зігравши у 7 матчах сезону.
2018 року перейшов до «Мемфіс Ґріззліс», у складі якої провів наступний сезон своєї кар'єри.
2020 року став гравцем «Лос-Анджелес Кліпперс». У грудні був відрахований з команди, а в березні 2021 року оголосив про завершення своєї кар'єри.

## Виступи за збірну

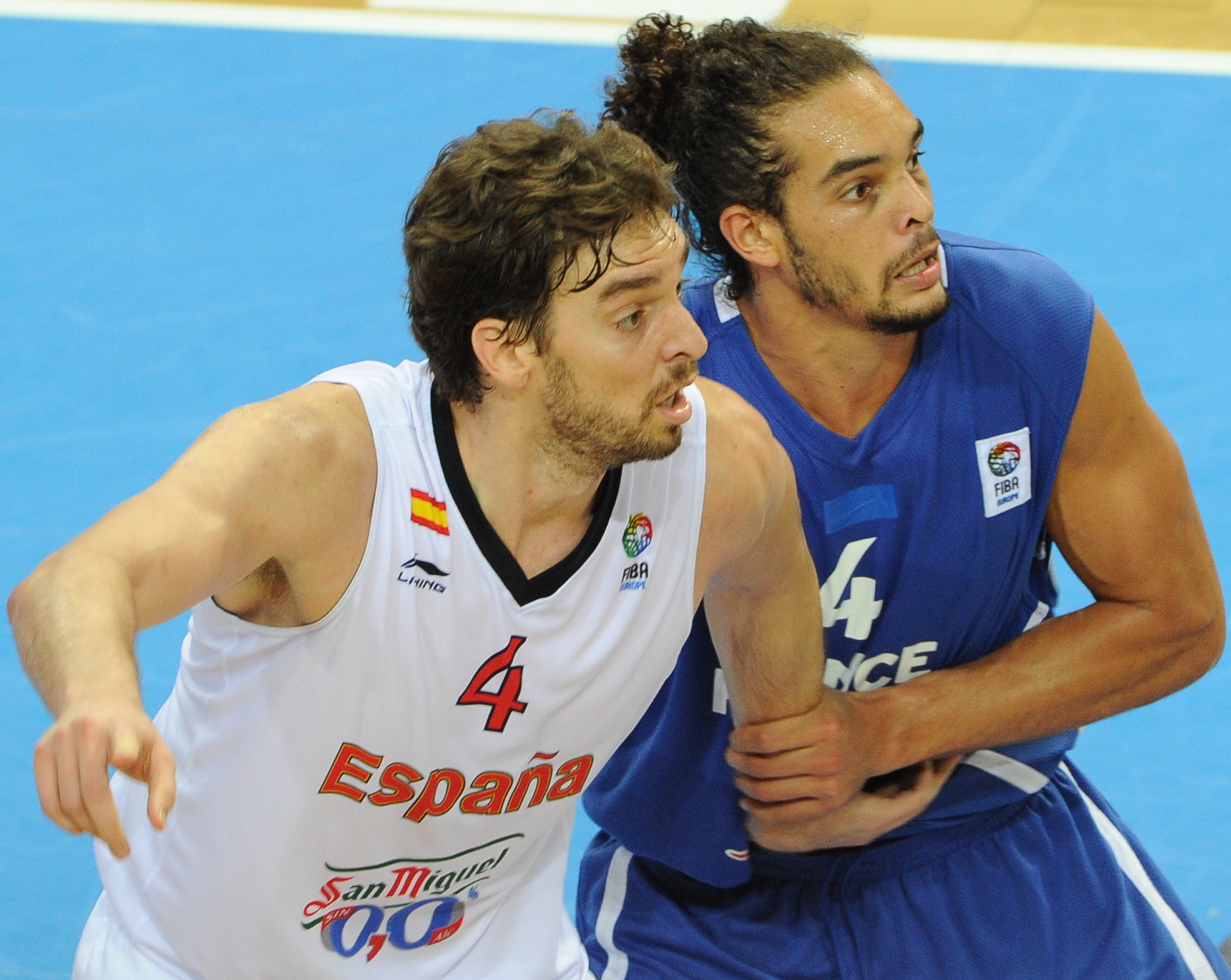
Ноа (праворуч) захищається проти Пау Газоля під час Євробаскету 2011

Ноа — гравець Національної збірної Франції, хоча мав також можливість виступати за збірні США та Швеції. «Виступати за Національну збірну Франції було моєю давньою мрією», — говорив він. Дебютував за Францію 24 липня 2009 року в товариському матчі проти Австрії, де набрав 16 очок та 9 підбирань. 2011 року взяв участь у Євробаскеті 2011, де Франція завоювала срібні нагороди чемпіонату.

## Особисте життя
Ноа народився у Нью-Йорку в сім'ї тенісиста Янніка Ноа та міс Швеції Сесілії Роде. Дідусь Закарі Ноа був камерунським футболістом. З 1988 по 1998 рік Ноа проживав в Парижі, після чого переїхав з сім'єю до Нью-Йорка.
Ноа має громадянство трьох країн: США, Франції та Швеції.
2010 року заснував благодійну організацію Noah's Arc Foundation.
У вересні 2019 року заручився з Лаїш Рібейру, з якою почав зустрічатися з липня 2018 року. 13 липня 2022 року пара одружилася.

## Статистика виступів

### Регулярний сезон
| Сезон              | Команда                 | GP  | GS  | MPG  | FG%  | 3P%  | FT%  | RPG  | APG | SPG | BPG | PPG  |
| ------------------ | ----------------------- | --- | --- | ---- | ---- | ---- | ---- | ---- | --- | --- | --- | ---- |
| 2007–08            | «Чикаго Буллз»          | 74  | 31  | 20.7 | .482 | .000 | .691 | 5.6  | 1.1 | .9  | .9  | 6.6  |
| 2008–09            | «Чикаго Буллз»          | 80  | 55  | 24.2 | .556 | .000 | .676 | 7.6  | 1.3 | .6  | 1.4 | 6.7  |
| 2009–10            | «Чикаго Буллз»          | 64  | 54  | 30.1 | .504 | —    | .744 | 11.0 | 2.1 | .5  | 1.6 | 10.7 |
| 2010–11            | «Чикаго Буллз»          | 48  | 48  | 32.8 | .525 | .000 | .764 | 10.4 | 2.2 | 1.0 | 1.5 | 11.7 |
| 2011–12            | «Чикаго Буллз»          | 64  | 64  | 30.4 | .508 | .000 | .748 | 9.8  | 2.5 | .6  | 1.4 | 10.2 |
| 2012–13            | «Чикаго Буллз»          | 66  | 64  | 36.8 | .481 | .000 | .751 | 11.1 | 4.0 | 1.2 | 2.1 | 11.9 |
| 2013–14            | «Чикаго Буллз»          | 80  | 80  | 35.3 | .475 | .000 | .737 | 11.3 | 5.4 | 1.2 | 1.5 | 12.6 |
| 2014–15            | «Чикаго Буллз»          | 67  | 67  | 30.6 | .445 | .000 | .603 | 9.6  | 4.7 | .7  | 1.1 | 7.2  |
| 2015–16            | «Чикаго Буллз»          | 29  | 2   | 21.9 | .383 | .000 | .489 | 8.8  | 3.8 | .6  | 1.0 | 4.3  |
| 2016–17            | «Нью-Йорк Нікс»         | 46  | 46  | 22.1 | .490 | .000 | .436 | 8.8  | 2.2 | .7  | .8  | 5.0  |
| 2017–18            | «Нью-Йорк Нікс»         | 7   | 0   | 5.7  | .500 | —    | .500 | 2.0  | .6  | .3  | .3  | 1.7  |
| 2018–19            | «Мемфіс Ґріззліс»       | 42  | 1   | 16.5 | .516 | .000 | .716 | 5.7  | 2.1 | .5  | .7  | 7.1  |
| 2019–20            | «Лос-Анджелес Кліпперс» | 5   | 0   | 10.0 | .500 | .000 | .750 | 3.2  | 1.4 | .2  | .2  | 2.8  |
| Усього за кар'єру  | Усього за кар'єру       | 672 | 512 | 27.7 | .491 | .000 | .700 | 9.0  | 2.8 | .8  | 1.3 | 8.8  |
| В іграх усіх зірок | В іграх усіх зірок      | 2   | 0   | 18.5 | .667 | .000 | .000 | 7.5  | 4.0 | .5  | .5  | 8.0  |

### Плей-оф
| Сезон             | Команда                 | GP | GS | MPG  | FG%  | 3P% | FT%  | RPG  | APG | SPG | BPG | PPG  |
| ----------------- | ----------------------- | -- | -- | ---- | ---- | --- | ---- | ---- | --- | --- | --- | ---- |
| 2009              | «Чикаго Буллз»          | 7  | 7  | 38.7 | .510 | —   | .760 | 13.1 | 2.3 | .9  | 2.1 | 10.1 |
| 2010              | «Чикаго Буллз»          | 5  | 5  | 36.6 | .528 | —   | .947 | 13.0 | 2.6 | 1.8 | 1.4 | 14.8 |
| 2011              | «Чикаго Буллз»          | 16 | 16 | 33.1 | .411 | —   | .725 | 10.2 | 2.5 | 1.0 | 2.1 | 8.7  |
| 2012              | «Чикаго Буллз»          | 3  | 3  | 33.0 | .731 | —   | .636 | 9.3  | 3.0 | .7  | 1.3 | 15.0 |
| 2013              | «Чикаго Буллз»          | 12 | 12 | 34.1 | .437 | —   | .641 | 9.6  | 2.3 | .8  | 2.2 | 10.8 |
| 2014              | «Чикаго Буллз»          | 5  | 5  | 42.0 | .512 | —   | .588 | 12.8 | 4.6 | .8  | 1.4 | 10.4 |
| 2015              | «Чикаго Буллз»          | 12 | 12 | 32.9 | .408 | —   | .650 | 11.0 | 3.2 | .8  | 1.2 | 5.8  |
| 2020              | «Лос-Анджелес Кліпперс» | 2  | 0  | 1.0  | —    | —   | —    | .0   | .0  | .0  | .0  | .0   |
| Усього за кар'єру | Усього за кар'єру       | 62 | 60 | 33.9 | .465 | —   | .676 | 10.6 | 2.7 | .9  | 1.7 | 9.3  |